# Синдбад Мореплавателят
Синбад пренасочва насам.  За други значения вижте Синбад (пояснение).
Синдбад Мореплавателят (на персийски: سندباد, сенд-баад; на арабски: السندباد البحري, As-Sindi-baad Al-Bahri), още известен като Синбад, е герой от едноименния цикъл приказки от Средния Изток, в които се разказва за приключенията на легендарния моряк Синдбад и неговите приятели от Басра (днешен Ирак).
Действието се развива по времето на Абасидския халифат. Отправяйки се на седем пътешествия, пътувайки по моретата на изток от Африка и южно от Азия, Синдбад попада в няколко фантастични приключения.
Цикълът с приказки е включен като приказка номер 133 в том 6 на превода на Хиляда и една нощ (Арабски нощи) от сър Ричард Бъртън под заглавието „Седемте пътешествия на Синдбад мореплавателя“. Разказаните истории се базират отчасти на реални случки на моряци, пътешествали из Индийския океан, отчасти на древна поезия (в това число Омировата Одисея и Панчатантра от Вишну Сарма) и отчасти на арабски и персийски приказки.
По мотиви от тези приказки са направени много игрални и анимационни филми.

## Седемте пътешествия
- Първо – към остров, който се оказва голяма риба
- Второ – среща с птицата Рух
- Трето – среща с великана-човекоядец
- Четвърто – пътешествие в Индия и женитба
- Пето – Синбад става роб на зъл господар
- Шесто – лодката със скъпоценности
- Седмо – пътешествие в страната на крилатите хора